# ويليام بي. ويلكوكس
ويليام بي. ويلكوكس (بالإنجليزية: William B. Willcox)‏ هو مؤرخ أمريكي، ولد في 29 أكتوبر 1907، وتوفي في 15 سبتمبر 1985.